# پروسپکت هیل (کارولینای شمالی)
پروسپکت هیل (به انگلیسی: Prospect Hill) یک منطقهٔ مسکونی در ایالات متحده آمریکا است که در شهرستان کسول، کارولینای شمالی واقع شده‌است.